# Nassim Yettou
Mohamed Nassim Yettou (sinh ngày 27 tháng 3 năm 1992) là một cầu thủ bóng đá người Algérie thi đấu cho JS Kabylie ở vị trí tiền vệ.